# Matlama FC
El Matalma FC es un equipo de fútbol de Lesoto que juega en la Primera División de Lesoto, la liga de fútbol más importante del país.

## Historia
Fue fundado en el año 1932 en la capital Maseru y es el equipo más exitoso de Lesoto, ganando 11 títulos de liga y 6 torneo de copa. a nivel internacional destacó en la Copa Africana de Clubes Campeones 1979, donde llegó a los cuartos de final.

## Palmarés
- Primera División de Lesoto: 11

1974, 1977, 1978, 1982, 1986, 1988, 1992, 2003, 2010, 2019, 2022.
- Copa Independencia de Lesoto: 6

1976, 1979, 1980, 1987, 1992, 1994.

## Participación en competiciones de la CAF
| Temporada | Torneo                            | Ronda            | Club                  | Casa  | Visita | Global      |
| --------- | --------------------------------- | ---------------- | --------------------- | ----- | ------ | ----------- |
| 1975      | Copa Africana de Clubes Campeones | 1                | Bata Bullets          | w.o.1 | w.o.1  | w.o.1       |
| 1977      | Recopa Africana                   | 1                | Rangers International | 2-6   | 2-5    | 4-11        |
| 1978      | Copa Africana de Clubes Campeones | 1                | AS Corps Enseignement | 2-1   | w.o.2  | 2-1         |
| 1978      | Copa Africana de Clubes Campeones | 2                | Green Buffaloes FC    | 0-0   | 0-1    | 0-1         |
| 1979      | Copa Africana de Clubes Campeones | 1                | Desportivo Maputo     | 1-0   | 2-3    | 3-3 (a)     |
| 1979      | Copa Africana de Clubes Campeones | 2                | Bye3                  | Bye3  | Bye3   | Bye3        |
| 1979      | Copa Africana de Clubes Campeones | Cuartos de final | Union Douala          | 1-3   | 0-2    | 1-5         |
| 1980      | Recopa Africana                   | 1                | Palmeiras de Beira    | 2-0   | 3-2    | 5-2         |
| 1980      | Recopa Africana                   | 2                | Ramogi Mombasa        | 1-1   | 0-0    | 1-1 (a)     |
| 1981      | Recopa Africana                   | 1                | Power Dynamos FC      | 1-1   | 0-2    | 1-3         |
| 1983      | Copa Africana de Clubes Campeones | 1                | Ferroviário Maputo    | 1-3   | 1-2    | 2-5         |
| 1987      | Copa Africana de Clubes Campeones | Preliminar       | Gaborone United       | 2-0   | 1-0    | 3-0         |
| 1987      | Copa Africana de Clubes Campeones | 1                | Nakuvubu Villa        | 0-1   | 0-4    | 0-5         |
| 1988      | Recopa Africana                   | Preliminar       | Maxaquene             | 2-1   | 0-4    | 2-5         |
| 1989      | Copa Africana de Clubes Campeones | Preliminar       | BDF                   | 0-1   | 1-4    | 1-5         |
| 1992      | Recopa Africana                   | Preliminar       | Railways SC           | 1-0   | 0-1    | 1-1 (2-3 p) |
| 1993      | Copa Africana de Clubes Campeones | Preliminar       | Sunrise Flacq United  | 2-1   | 1-3    | 3-4         |
| 1995      | Recopa Africana                   | Preliminar       | Tamil Cadets Club     | 2-1   | 1-3    | 3-4         |
| 2004      | Liga de Campeones de la CAF       | Preliminar       | Orlando Pirates       | 0-4   | 0-3    | 0-7         |
| 2011      | Liga de Campeones de la CAF       | Preliminar       | Supersport United     | 2-1   | 0-2    | 2-3         |
| 2019/20   | Liga de Campeones de la CAF       | Preliminar       | Petro Atlético        | 0-2   | 0-2    | 0-4         |
| 2022/23   | Liga de Campeones de la CAF       | 1                | Cotonsport Garoua     | 0-3   | 0-1    | 0-4         |

1- Matlama abandonó el torneo.

2- Corps Ensegnement abandonó el torneo.

3- Matlama tenía que enfrentar al vencedor entre Kenya Breweries de Kenia y el Al-Merreikh de Sudán, pero ambos equipos abandonaron el torneo.

## Jugadores

### Jugadores destacados
- Lehlohonolo Seema